# Astonia australiensis
Astonia australiensis är en svaltingväxtart som först beskrevs av Aston, och fick sitt nu gällande namn av Surrey Wilfrid Laurance Jacobs. Astonia australiensis ingår i släktet Astonia och familjen svaltingväxter. Inga underarter finns listade.